# Hey Ocean!
Hey Ocean! ist ein kanadisches Indie-Trio, das 2005 in Vancouver gegründet wurde.

## Geschichte
Die Band entstand, als zu dem Gitarristen David Beckingham und der Sängerin Ashleigh Ball (die sich schon aus Schulzeiten kannten) 2005 der Bassist David Vertesi stieß. Die Gründungskonstellation besteht immer noch und ergibt sich aus Ashleigh Ball (Gesang/Querflöte), David Beckingham (Gesang/Gitarre) und David Vertesi (Gesang/Bass). Hey Ocean! verbinden mehrere Genres, hauptsächlich Indie, Pop und Acoustic. Die Band tourt regelmäßig über weite Strecken durch Kanada. Viele ihrer Konzerte spielen sie zusammen mit befreundeten Bands und Musikern aus Vancouver (Shad K, Mother Mother und Said the Whale).
Mehrere Jahre vertrieb die Band ihre Musik über das eigene Label Nettwerk Management, bis sie 2011 bei Universal Music Canada unterzeichneten.
Die Band erlangte dank der Sängerin Ashleigh Ball zusätzlich internationale Aufmerksamkeit durch die Synchronisationsarbeit in der Zeichentrickserie My Little Pony – Freundschaft ist Magie und durch die sogenannten „Bronies“, der Anhänger aus dem „Freundschaft-ist-Magie“-Fan-Universum. Fans haben Musikvideos mit Songs der Band und Filmmaterial aus der Show geschaffen, von denen einige auf der offiziellen Webseite der Band angesehen werden können.

## Tour
Die Band ist häufig auf Tour und spielte in der Vergangenheit zahlreiche nationale Konzerte. Laut eigener Aussage waren Hey Ocean! bisher (Stand: August 2012) 13.162 km auf Tour und verbrachten dabei je Tour über 170 Stunden in ihrem Van.
Die Band spielte 2008 beim Virgin Festival in Calgary, Alberta.
2009 tourte Hey Ocean! mit der australischen Band The Cat Empire und traten beim SxSW auf.
Ein Jahr später durchreisten sie erneut Kanada und spielten einige ihrer Konzerte bei den Olympischen Winterspielen 2010 in Vancouver, Kanada.
Im Sommer 2011 spielten sie diverse Konzerte, darunter „The City of Vancouver’s 125th Anniversary“ und „Live At Squamish“, ein dreitägiges Musikfestival in Squamish.
Beendet wurde das Jahr 2011 mit einer Tour quer durch Kanada. Gespielt wurde beim Prince George Winter Festival. Während eines Auftritts erlitt Ashleigh Ball eine Stimmbandentzündung, infolgedessen wurde der letzte Teil der Tour abgesagt, der den Osten Kanadas betraf.
Im Sommer 2011 traten Hey Ocean! beim Osheaga Music Festival in Montreal auf sowie im August 2012 zusammen mit der Indie-Alternative-Band „Fun“ bei der „SeaWheeze After Party And Concert“ in Vancouver.

## Diskografie

### Alben
- Stop Looking Like Music (2006)
- It’s Easier to Be Somebody Else (2008)
- IS (2012)

### EPs
- Triceratops (2004)
- Rainy Day Songs (2005)
- Big Blue Wave (2011)

### Singles
| Jahr                                               | Titel                  | Charts | Album            |
| Jahr                                               | Titel                  | CA Alt | Album            |
| -------------------------------------------------- | ---------------------- | ------ | ---------------- |
| 2011                                               | Big Blue Wave          | 40     | Is               |
| 2011                                               | Tonight It’s Christmas | —      | Auf keinem Album |
| „—“ Veröffentlichung, die nicht in den Charts war. |                        |        |                  |

## Musikvideos
- A Song About California (2008)
- Fish (2008)
- Too Soon (2008)
- Alleyways (2008)
- Fifteen Words (2008)
- Terribly Stable (2009)
- Big Blue Wave (2012)
- Islands (2012)